# Bandiera del Sudafrica
La bandiera del Sudafrica è stata adottata dopo le elezioni generali in Sudafrica del 27 aprile 1994.

## Caratteristiche
La bandiera si può descrivere come composta da due bande orizzontali (rossa in alto e blu in basso), separate da una banda orizzontale verde che si divide a formare una Y, con la biforcazione posta sul lato dell'asta; sempre sul lato dell'asta la Y racchiude un triangolo isoscele nero, separato dalla banda verde da una sottile striscia gialla; la separano invece dalle bande orizzontali rossa e blu due strisce bianche che ne formano un contorno.

## Bandiere precedenti
La prima bandiera dell'Unione Sudafricana nata dalla federazione delle quattro colonie, Capo, Natal, Transvaal e Orange nel 1910 seguiva il modello red ensign britannico con lo stemma del Sudafrica posto sul 2º e 4º cantone; l'ammiragliato britannico tuttavia ne richiese la modifica nel 1912 in quanto, parte dello stemma del sudafrica di colore rosso si confondeva con lo sfondo anch'esso rosso della bandiera. Venne quindi aggiunto un disco bianco (classico per le colonie britanniche) sotto lo stemma; quest'ultima bandiera rimase ufficiale fino al 1928 quando venne sostituita da una composta da quattro bandiere in una. Lo sfondo era composto dalla vecchia bandiera olandese (la Bandiera del Principe d'Orange) a tre bande orizzontali: arancio, bianco e blu (partendo dall'alto). Al centro della fascia centrale bianca erano poste le miniature di tre bandiere. Quella centrale, posta in verticale, era la bandiera del vecchio Stato Libero dell'Orange, alla sua sinistra era posta la Union Jack britannica, mentre a destra si trovava la bandiera della vecchia Repubblica del Transvaal.

## Galleria d'immagini

La red ensign usata come bandiera nazionale dal 1910 al 1912
La blue ensign usata sulle navi civili della South Africa Navy dal 1910 al 1912
La red ensign usata come bandiera nazionale dal 1912 al 1928 e come insegna navale fino al 1952
Versione di uso civile con lo stemma completo nel disco bianco in uso dal 1912 al 1928
La Union jack britannica la bandiera ufficiale dell'unione sudafricana fino al 1957
Bandiera sudafricana dal 1928 al 1982, fino al 1957 era affiancata dall'Union Jack
Bandiera sudafricana dal 1982 al 1994, rispetto alla precedente venne schiarito il blu
insegna navale 1946-1951
insegna navale 1952-1981
insegna navale 1981-1994